# Tysiączna
Tysiączna, tysięczna – jednostka miary kąta płaskiego spoza układu SI.

## Definicja
Tysiączna  to kąt pod jakim widać łuk o długości jednego metra z odległości 1 kilometra. Jest ona równa około 1/6283,2 kąta pełnego. Ten rodzaj tysiącznej nosi nazwę tysiącznej rzeczywistej i odpowiada dokładnie jednemu miliradianowi. Ponieważ posługiwanie się nią nie jest wygodne, przyjęto więc:
- w wojskach państw Układu Warszawskiego, a także w okresie przejściowym (tj. od decyzji o wejściu do NATO do czasu wejścia do Organizacji) w Siłach Zbrojnych Rzeczypospolitej Polskiej, iż jedna tysiączna równa się 1/6000 kąta pełnego. Jest to tzw. tysiączna z niedomiarem;
  - 0-01 (1 tysiączna) = 0,06° = 3,6´ = 216˝ = 0,001.047.197.551 rad.
  - Kąty:
    - pełny – 2π = 60-00;
    - półpełny – π = 30-00;
    - zerowy – 0-00;
    - prosty – (1/2)π = 15-00 = 90°.
- w wojskach państw NATO, jedna tysiączna równa się 1/6400 kąta pełnego. Jest to tzw. tysiączna z nadmiarem.
  - 0-01 = 0,05625° = 3,375´ = 202,5˝ = 0,000981 rad.
  - Kąty:
    - pełny – 2π = 64-00;
    - półpełny – π = 32-00;
    - zerowy – 0-00;
    - prosty –(1/2)π = 16-00 = 90°.

## Sposób zapisu
- 0-01 (czytaj – zero, zero, jeden)  – jedna tysiączna,
- 0-10 (czytaj – zero, dziesięć) – dziesięć tysiącznych,
- 1-01 (czytaj – jeden, zero, jeden) – sto jeden tysiącznych,
- 11-35 (czytaj – jedenaście, trzydzieści pięć) – tysiąc sto trzydzieści pięć tysiącznych.

Jest używana w wojsku w artylerii oraz do przybliżonego określenia namiaru, np. 10 tysiącznych na prawo od drzewa.

## Pomiar
Istnieją bardzo proste metody pomiaru np:
- jeden milimetr na linijce w wyciągniętej ręce: ≈ 2 tys.
- szerokość ołówka w wyciągniętej ręce: ≈ 15 tys.
- szerokość palców na wyciągniętej ręce:
  - kciuk ≈ 40 tys.
  - wskazujący ≈ 35 tys.
  - wskazujący i środkowy ≈ 70 tys.
  - 3 palce środkowe ≈ 100 tys.
  - 4 palce (bez kciuka) ≈ 125 tys.
- szerokość dłoni na wyciągniętej ręce ≈ 200 tys.

Znacznie dokładniejszych pomiarów można dokonać skalą widoczną w: lornetce, celowniku i dalmierzu.

### Obliczanie odległości
Znając wysokość albo szerokość obiektu można na podstawie szerokości w tysiącznych określić odległość według wzoru:
odległość w kilometrach = wysokość (szerokość) w metrach / wysokość (szerokość) w tysiącznych.
Przybliżony pomiar odległości polega na zakryciu poziomo trzymanym kciukiem:
- drzwi: 50 m,
- jedno piętro: 100 m,
- chatę: 250 m,
- drzewo (przeciętną sosnę): 500 m.

Jeżeli zakryje się pionowo trzymanym kciukiem:
- odległość między słupami: 1 km.

### Orientacyjne wymiary w metrach
- wysokości:
  - strzelec:
    - leżący: 0,3–0,5
    - klęczący: 1
    - biegnący: 1,5
    - na koniu: 2,5

  - drzwi: 2
  - jedno piętro: 4
  - chałupa: 8–10
  - przeciętna sosna: 20
- czołg:
  - szerokość:3
  - długość (kadłuba): 6
- szerokość samochodu ciężarowego: 2,5
- odległość między słupami: 35–45.